# Tập đoàn quân số 8 (Đế quốc Đức)
Tập đoàn quân số 8 (Tiếng Đức: 8. Armee / Armeeoberkommando 8 / A.O.K. 8) là một đơn vị cấp Tập đoàn quân của Đức trong Thế chiến thứ nhất. Nó được triển khai ở Mặt trận phía Đông và bao gồm một số quân đoàn hoặc quân đoàn dự bị cũng như nhiều binh lính đặc biệt. Đôi khi nó được gọi là "Tập đoàn quân Niemen" vì ở sau Sông Neman. Quân đội bị giải thể vào ngày 29 tháng 9 năm 1915, nhưng được cải tổ vào ngày 30 tháng 12 năm 1915. Cuối cùng, nó đã bị giải thể vào năm 1919.

## Biên chế
Vào ngày 2 tháng 8 năm 1914, cuộc tổng động viên của quân Đức bắt đầu, Tập đoàn quân số 8 được tuyển mộ chủ yếu từ Đông Phổ và Tây Phổ, sở chỉ huy Tập đoàn quân số 8 được thành lập tại Posen để chỉ huy quân đội đóng ở Đông Phổ nhằm phòng thủ trước cuộc tấn công dự kiến của Nga. Ban đầu, Quân đội chỉ huy các đội hình sau:
- Quân đoàn I (Trung tướng Hermann von François trụ sở tại Königsberg)
- Quân đoàn XVII (Tướng kỵ binh August von Mackensen trụ sở tại Danzig)
- Quân đoàn XX (Tướng bộ binh Friedrich von Scholtz trụ sở tại Allenstein)
- Quân đoàn dự bị số I (Trung tướng Otto von Below được thành lập khi được tổng động viên)
- Quân đoàn Landwehr (Tướng bộ binh Remus von Woyrsch được thành lập khi được tổng động viên)[3]
- Sư đoàn dự bị số 3 (Trung tướng Kurt von Morgen, được thành lập khi tổng động viên)
- Sư đoàn kỵ binh số 1 (Trung tướng Hermann Brecht, được thành lập khi tổng động viên)

## Lịch sử
Theo kế hoạch trước chiến tranh, Bộ Tư lệnh Quân đội tối cao Đức đã tập hợp sau khi tuyên chiến với Nga (ngày 1 tháng 8) ở phía đông với Tập đoàn quân số 8, một đơn vị lớn với 5 sư đoàn bộ binh và 1 sư đoàn kỵ binh.
Lo ngại trước thất bại tại Gumbinnen và sự tiến công liên tục của Tập đoàn quân số 2 Nga từ phía nam, phần lớn Đông Phổ đã rơi vào tay quân Nga đông hơn, Tổng tư lệnh Maximilian von Prittwitz ra lệnh rút lui về Wisła bỏ rơi Đông Phổ. Khi hay tin về điều này, Helmuth von Moltke, Tham mưu trưởng Lục quân Đức, đã triệu tập Prittwitz và cấp phó của ông ta đến Berlin. Họ được thay thế bởi Paul von Hindenburg đã giải ngũ, với Erich Ludendorff là tham mưu trưởng của ông. Dưới sự chỉ huy mới của mình, Quân đội đã các chiến thắng tại các Trận chiến Tannenberg và hồ Masuren. Sau những trận đánh này, phần lớn các đơn vị trực thuộc được tạm thời chuyển đến miền nam Ba Lan cho Tập đoàn quân số 9 mới thành lập. Tổng tư lệnh mới của Tập đoàn quân số 8 tạm thời là Richard von Schubert. Hindenburg tiếp quản Tập đoàn quân số 9 và được Kaiser giao quyền quản lý tất cả các hoạt động ở phía đông.
Sau khi Tập đoàn quân số 10 được thành lập ở Đông Phổ vào đầu năm 1915, cả hai đội quân đều tham gia vào trận chiến mùa đông ở Masuria từ ngày 7 đến ngày 22 tháng 2 năm 1915.

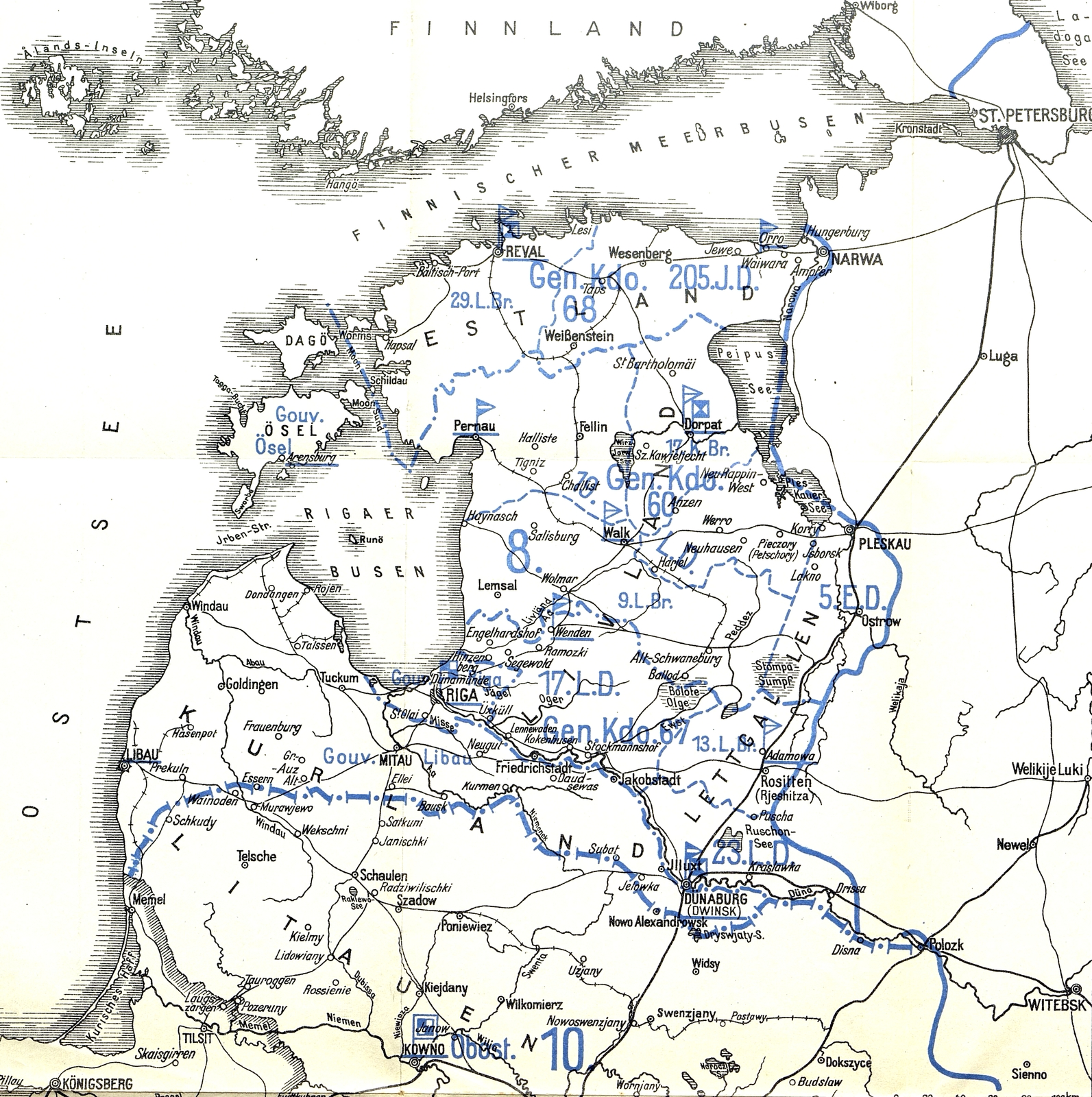
Tập đoàn quân số 8 tại các quốc gia vùng Baltic bị chiếm đóng (Mùa hè năm 1918)

## Giải thể và cải cách
Trong quá trình tiến hành các cuộc tấn công thành công của các Liên minh trung tâm ở Mặt trận phía Đông, một số cuộc tái tổ chức đã diễn ra vào mùa xuân năm 1915, nhằm tính đến tiền tuyến mới của mặt trận. Tại Kurzeme, ban đầu chỉ có Quân đoàn dự bị số XXXIX hoạt động trong một cuộc tấn công nghi binh cho Chiến dịch tấn công Gorlice–Tarnów. Sau một đợt tăng cường lớn vào ngày 22 tháng 4 năm 1915, nó được mở rộng thành Armeeabteilung Lauenstein và đặt trực tiếp dưới quyền chỉ huy của Tổng tư lệnh phía Đông. Khi có nhiều quân hơn đến và cuộc tấn công cũng chiếm tỷ lệ lớn hơn trên phía bắc của Mặt trận phía Đông, ban lãnh đạo của nhóm tấn công phải được cải tổ. Bộ tư lệnh tối cao Tập đoàn quân số 8 ở Tilsit được rút khỏi mặt trận và giao cho chỉ huy lực lượng vũ trang Đức tại Kurzeme vào ngày 26 tháng 5 năm 1915. Đồng thời nó được đổi tên thành Tập đoàn quân Neman để kiểm soát quân tại Kurzeme. Schaulen trở thành trụ sở mới của Tập đoàn quân số 8 vào ngày 28 tháng 7 năm 1915.
Tên gọi của Tập đoàn quân số 8 do Bộ Tổng tư lệnh Quân đoàn XX của tướng pháo binh Friedrich von Scholtz và tham mưu trưởng của ông Trung tá Adolf von Schwerin sử dụng. Trụ sở chính gần như ở Lyck suốt khoảng thời gian trước khi đội quân này bị giải thể vào ngày 29 tháng 9 năm 1915.
Mãi cho đến ngày 30 tháng 12 năm 1915, Tập đoàn quân Neman được đổi tên thành Tập đoàn quân số 8, Bộ Tư lệnh tập đoàn quân lấy lại tên ban đầu. Từ ngày 4 tháng 10 năm 1916, Bộ Tư lệnh tập đoàn quân nhận lệnh mới. Tổng tư lệnh Otto von Below sẽ chỉ huy quân đội Đức ở Macedonia. Bộ Tư lệnh tập đoàn quân bây giờ theo ông để thành lập Cụm tập đoàn quân Below. Tập đoàn quân số 8 do Cựu Bộ Tư lệnh Tập đoàn quân số 12 đứng đầu. Trụ sở chính vẫn ở Schaulen trong thời gian này, nhưng đã được chuyển đến Mitau vào ngày 1 tháng 4 năm 1916. Sau khi chiếm được Sau khi bị bắt Riga vào đầu tháng 9 năm 1917, nó đã ở Riga từ ngày 15 tháng 9 năm 1917 đến ngày 31 tháng 12 năm 1918.
Vào tháng 3 năm 1918, để đàm phán hòa bình với Liên Xô (Chiến dịch Faustschlag) Tập đoàn quân số 8 đã vượt qua sông Daugava và chiếm đóng toàn bộ các quốc gia Baltic cho đến eo đất Narva - Peipsi - Tartu. Vào cuối cuộc chiến vào tháng 11 năm 1918, các quân đoàn sau đã được thành lập:
- Reval: Quân đoàn 68 (Trung tướng von Seckendorff)
- Dorpat: Quân đoàn 60 (Trung tướng von Estorff)
- Dünaburg: Quân đoàn 67 (Trung tướng von Scheffer-Boyadel)

Tổng hành dinh của Tập đoàn quân 8 được chuyển về Königsberg sau khi giải thể vào ngày 12 tháng 1 năm 1919.

## Chỉ huy

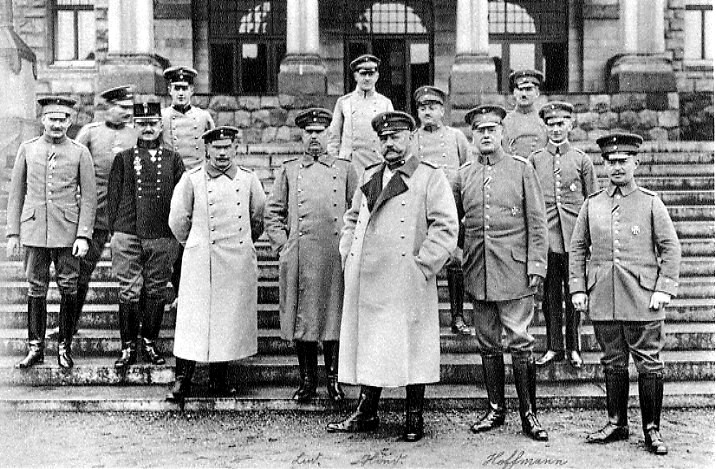
Biên chế của Tập đoàn quân số 8 dưới quyền Hindenburg

Tập đoàn quân số 8 ban đầu có các chỉ huy sau đây từ khi được tổng động viên cho đến khi bị giải thể ngày 29 tháng 9 năm 1915.
| Thời gian           | Chỉ huy                               | Trước đây                                  | Sau đó                                             |
| ------------------- | ------------------------------------- | ------------------------------------------ | -------------------------------------------------- |
| 2 tháng 8 năm 1914  | Thượng tướng Maximilian von Prittwitz | Thanh tra quân đội I (I. Armee-Inspektion) | Giải thể                                           |
| 23 tháng 8 năm 1914 | Thượng tướng Paul von Hindenburg      | Đã giải ngũ                                | Tập đoàn quân số 9                                 |
| 18 tháng 9 năm 1914 | Tướng pháo binh Richard von Schubert  | Quân đoàn dự bị XIV                        | Quân đoàn dự bị XXVII từ ngày 27 tháng 10 năm 1914 |
| 9 tháng 10 năm 1914 | Tướng bộ binh Hermann von François    | Quân đoàn I                                | Quân đoàn dự bị XXXXI từ ngày 24 tháng 12 năm 1914 |
| 7 tháng 11 năm 1914 | Tướng bộ binh Otto von Below          | Quân đoàn dự bị số I                       | Tập đoàn quân Niemen                               |
| 26 tháng 5 năm 1915 | Tướng pháo binh Friedrich von Scholtz | Đồng thời chỉ huy Quân đoàn XX             | Quân đoàn XX                                       |

Tập đoàn quân 8 "mới" được thành lập bằng cách đổi tên Tập đoàn quân Neman vào ngày 30 tháng 12 năm 1915. Nó bị giải thể sau khi chiến tranh kết thúc vào ngày 21 tháng 1 năm 1919.
| Thời gian            | Chỉ huy                                  | Trước đây               | Sau đó                                           |
| -------------------- | ---------------------------------------- | ----------------------- | ------------------------------------------------ |
| 30 tháng 12 năm 1915 | Tướng bộ binh Otto von Below             | Tập đoàn quân Niemen    | Heeresgruppe Below                               |
| 5 tháng 10 năm 1916  | Tướng bộ binh Max von Fabeck             | Tập đoàn quân số 12     | Mất ngày 16 tháng 12 năm 1916                    |
| 22 tháng 10 năm 1916 | Tướng bộ binh Bruno von MudrI            | Quân đoàn XVI           | Armee-Abteilung A                                |
| 2 tháng 1 năm 1917   | Tướng pháo binh Friedrich von Scholtz    | Armee-Abteilung Scholtz | Heeresgruppe Scholtz                             |
| 22 tháng 4 năm 1917  | Tướng bộ binh Oskar von Hutier           | Armee-Abteilung D       | Tập đoàn quân số 18 từ ngày 27 tháng 12 năm 1917 |
| 12 tháng 12 năm 1917 | Tướng bộ binh Günther Graf von Kirchbach | Armee-Abteilung D       | Heeresgruppe Kiev                                |
| 27 tháng 1 năm 1918  | Thượng tướng Günther Graf von Kirchbach  | Armee-Abteilung D       | Heeresgruppe Kiev                                |
| 31 tháng 7 năm 1918  | Tướng bộ binh Hugo von Kathen            | Quân đoàn dự bị XXIII   | Chỉ huy quân đội Đức ở Litva và Estonia          |

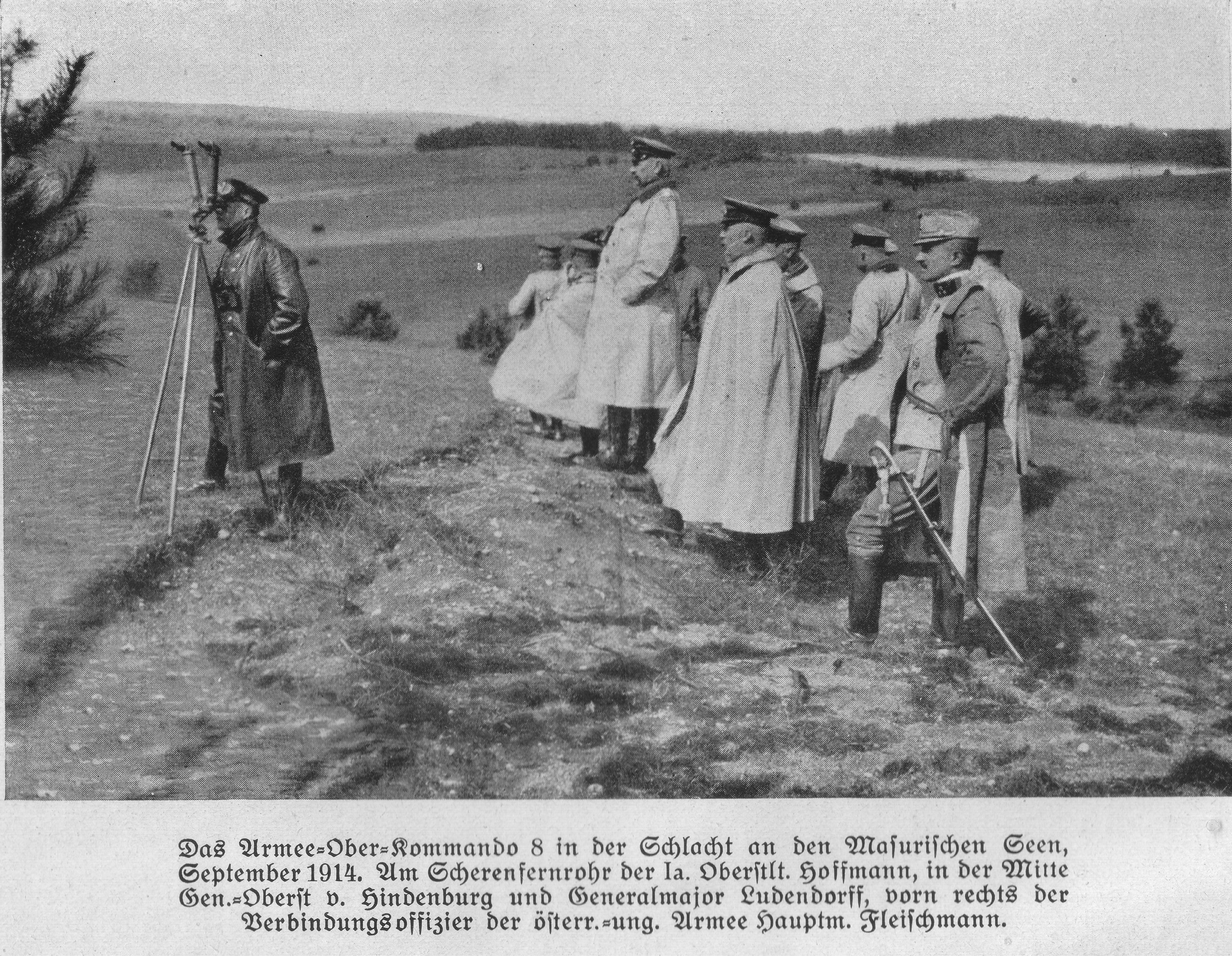
Bộ tham mưu của Tập đoàn quân số 8, Trận hồ Misuren lần thứ nhất.
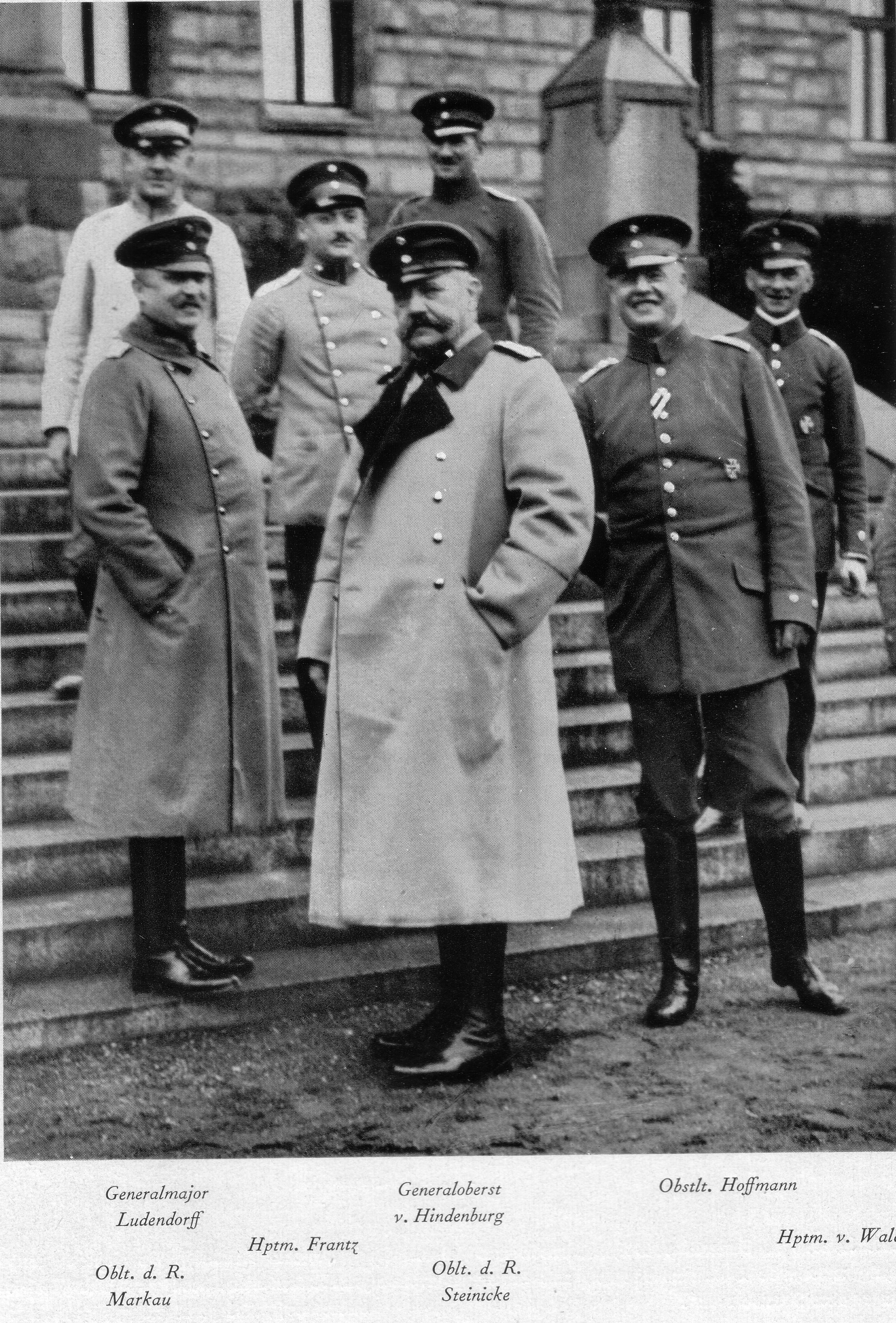
Bộ tham mưu của Tập đoàn quân số 8, mùa thu năm 1914, Lâu đài Hoàng gia ở Poznań.

## Văn học
Cron, Hermann (2002). Geschichte des Deutschen Heeres im Weltkriege 1914–1918 (Geschichte der Königlich Preußischen Armee und des Deutschen Reichsheeres 5) [Lịch sử Quân đội Đức trong Thế chiến 1914–1918 (Lịch sử của Quân đội Hoàng gia Phổ và Quân đội Đế quốc Đức tập 5).]. Berlin 1937: Siegismund. ISBN 1-874622-70-1.{{Chú thích sách}}:  Quản lý CS1: địa điểm (liên kết)